# Petrovija
Petrovija is een plaats in de gemeente Umag in de Kroatische provincie Istrië. De plaats telt 401 inwoners (2001).